# Hans Richter-Damm
Hans Richter-Damm (* 22. August 1881 in Warnsdorf, Bezirk Warnsdorf, Österreich-Ungarn; † 1937 in München) war ein deutscher Maler.

Hans Richter-Damm, See in Oberbayern, Öl auf Leinwand, ca. 1935

## Leben und Werk
Richter-Damm studierte an der Akademie der Bildenden Künste Prag und war dort Schüler des Malers und Grafikers Heinrich Jakesch. Richter-Damm wechselte nach München und schrieb sich am 13. Mai 1908 in der Zeichenschule von Karl Raupp an der Königlichen Akademie der Bildenden Künste ein. Er war als Schüler im Atelier von Ludwig von Löfftz tätig.
Nach Abschluss seiner Ausbildung lebte und arbeitete Richter-Damm hauptsächlich in München. Ab 1927 war er Mitglied im Reichsverband bildender Künstler Deutschlands.
Schwerpunkte der Arbeit seiner sind Landschaften, Genreszenen, Stillleben und Porträts. Seine Motive fand er überwiegend in Oberbayern. Die Landschaft der Alpen und des Alpenvorlandes gehören ebenso dazu, wie die dort lebenden Menschen in ihrer typischen Landestracht. Richter-Damm ist von der Münchner Schule beeinflusst und wird durch den Naturalismus geprägt.